# Concordia Piotrków Trybunalski
Concordia Piotrków Trybunalski – polski jednosekcyjny klub sportowy założony w 1909 roku, z siedzibą w Piotrkowie Trybunalskim. W przeszłości klub posiadał sekcje lekkoatletyczną, zapaśniczą, podnoszenia ciężarów, kolarską, tenisa stołowego, piłki ręcznej oraz koszykówki.
Sekcja piłki nożnej uczestniczyła w rozgrywkach II ligi (ówczesny 2. szczebel rozgrywek piłki nożnej) w sezonach 1975/76 oraz 1978/79. W sezonach 2008/09 oraz 2009/10 zespół występował w II lidze (3. szczebel rozgrywek). W marcu 2015 roku drużyna została wycofana z rozgrywek klasy okręgowej. 14 grudnia 2015 roku Concordia została skreślona z listy członków Łódzkiego Związku Piłki Nożnej.
Do tradycji piłkarskich Concordii odwołują się, ale nie są jej prawnymi kontynuatorami, dwa młodzieżowe kluby - UKS Concordia oraz KSS Concordia, powstałe po wycofaniu pierwszej drużyny z rozgrywek. W sezonie 2023/2024 UKS Concordia występowała w klasie okręgowej, gr. piotrkowskiej. 